# Shao, die Mondfee
Shao, die Mondfee (jap. まもって 守護月天! Mamotte Shugogetten!) ist eine Manga-Serie der japanischen Zeichnerin Minene Sakurano. Der Manga wurde auch als Anime-Fernsehserie und OVA umgesetzt. Sie lässt sich dem Shōnen-Genre zuordnen.

## Handlung
Der Schüler Tasuke Shichiri (七梨太助) lebt alleine. Sein Leben verändert sich schlagartig, als ihm sein Vater aus China ein Artefakt schickt, aus dem (Shao 守護月天 小璘, Shugogetten Shaorin), eine Mondfee, erscheint. Die naive Shao muss erst noch lernen, sich im modernen Zeitalter zurechtzufinden und verursacht so viel Chaos. Im Laufe der Geschichte tauchen weitere Naturgeister auf, die Tasukes Leben ebenfalls durcheinanderbringen: die Sonnenfee Ruan (慶幸日天 汝昴, Keikōnitten Rūan) und die Erdenfee Kiryu (万難地天 紀柳, Bannanchiten Kiryū).

## Veröffentlichungen
Der Manga wurde in Japan von Square Enix ab Februar 1997 im Magazin Shōnen Gangan veröffentlicht. Die Reihe lief bis April 2000 und wurde auch in elf Bänden zusammengefasst. Nachdem Minene Sakurano den Verlag gewechselt hatte, wurde der Manga beim Mag-Garden-Verlag neu herausgebracht. Dort erschien der Manga jedoch in 10 Bänden, außerdem wurden zwei zusätzliche Kapitel ergänzt. Ab Dezember 2002 erschien bei Mag Garden die Fortsetzung des Mangas mit dem Titel Mamotte Shugogetten! Retrouvailles. Die Reihe lief im Magazin Comic Blade bis März 2005 und wurde später in sechs Sammelbände zusammengefasst.
Der Manga wurde auf Englisch im Magazin Riin Comics veröffentlicht. Der Verlag Akiko brachte das Werk auf Französisch heraus.
In Deutschland wurde der Manga von TOKYOPOP von August 2005 bis Juli 2006 veröffentlicht. Die Übersetzung stammt von Costa Caspary. Von der Fortsetzung mit dem deutschen Titel Wiedersehen mit Shao erschienen alle sechs Bände.

## Anime
1998 produzierte das Studio Toei Animation eine 22-teilige Anime-Fernsehserie zum Manga. Dabei führte Yukio Kaizawa Regie. Das Charakter-Design stammt Ken Ueno, die künstlerische Leitung Junichi Higashi, Kazuhiko Suzuki, Ken Tokushige, Kenji Matsumoto, Koji Sakaki und Mada Izumi. Die Serie wurde vom 17. Oktober 1998 bis zum 3. April 1999 auf dem japanischen Sender TV Asahi ausgestrahlt.
2000 folgte der Serie eine OVA mit acht 30-minütigen Folgen vom gleichen Team.

### Synchronisation
| Rolle           | Japanischer Sprecher (Seiyū) |
| --------------- | ---------------------------- |
| Tasuke Shichiri | Daisuke Sakaguchi            |
| Shao            | Mariko Kōda                  |
| Ruan            | Yumi Takada                  |
| Kiryu           | Hōko Kuwashima               |

### Musik
Die Musik der Serie wurde komponiert von Rinoie Jo. Der Vorspanntitel Saa wurde von Surface produziert, die Abspann I Just Feel so Love Again ~soba ni iru dake de~ und Makenaide stammen von Sweet Velvet und Kōda Mariko.
Für die OVA wurden die Lieder Wish und Magic von Kōda Mariko für den Vorspann verwendet. Für den Abspann gebrauchte man I'll Follow You von jyushi-ca und Hoshigami Rishu-deshi von Ayako Kawasumi.